# Вирішальненська сільська рада
Вирішальненська сільська рада — колишній орган місцевого самоврядування у Лохвицькому районі Полтавської області з центром у селі Вирішальне.

## Населені пункти
Сільраді були підпорядковані населені пункти:
- c. Вирішальне
- c. Бешти
- c. Високе
- c. Гірки
- c. Сльозиха
- c. Часниківка
- c. Шкадрети
- с. Ромашки — зняте з обліку